# CA-Klasse
Die CA-Klasse war eine Klasse von Kleinst-U-Booten der italienischen Marine, die nach dem Abessinienkrieg im Frühjahr 1938 konzipiert und in zwei Baureihen produziert wurde. Sie war Nachfolger der beiden im Ersten Weltkrieg entwickelten A- und B-Klassen und Vorläufermodell der CB-Klasse.

## Entwicklungsgeschichte
Nach dem Abessinienkrieg und auf den Erfahrungen mit den Kleinst-U-Booten der A- und B-Klasse aufbauend begann die italienische Marineleitung 1937 einen schwunghaften Ausbau ihrer Kleinkampfmittel, deren militärischer Nutzen bereits im Ersten Weltkrieg im Mittelmeer demonstriert worden war. Die Caproni-Werke aus Mailand wurden beauftragt, ein neues Kleinst-U-Boot zu entwerfen, das sich an seine Vorgängermodelle anlehnen sollte. Einsatzzweck sollte auch bei diesem Boot die Verteidigung im nahen Küstenbereich sowie wichtiger Häfen sein. Die beiden im August 1938 gelieferten Erprobungsboote erhielten die Kennungen CA 1 und CA 2 und unternahmen ihre ersten Versuchsfahrten im Raum von Venedig. Die Bewaffnung bestand aus zwei 45-cm-Torpedos, die beidseitig des Rumpfes in dafür vorgesehenen Aussparungen befestigt wurden.
Im Februar 1939 wurden beide Boote nach La Spezia verlegt und weiteren Seetests unterzogen, deren Ergebnis enttäuschend war. Die technischen Einrichtungen überzeugten die Marineleitung, aber das Seeverhalten war sehr schlecht: Schon bei Seestärke 3 litt das Boot unter heftigem Rollen und Stampfen. Beide Boote wurden daraufhin außer Dienst gestellt.

## Reaktivierung und Umbau
Eine erneute Indienststellung erfolgte im Januar 1941, diesmal als Offensivwaffe. Die CA wurden entsprechend ihrer neuen Aufgabe als Träger von Kampfschwimmern und Sprengladungen modifiziert. Die Umbauarbeiten erfolgten im Caproni-Werk Montecollino am Iseosee. Die bisherige duale Antriebsanlage (Diesel- und E-Motor) wurde entfernt und durch einen 21-kW-Marelli-E-Einheitsantrieb ersetzt, der sowohl für Über- wie auch Unterwasserfahrten genutzt werden konnte. Der Fahrbereich lag bei 70 sm bei 2 kn Marschgeschwindigkeit und die Höchstgeschwindigkeit bei 7 kn. Des Weiteren erhielten die beiden Boote eine Schleuse, die das Ein- und Aussteigen von Kampfschwimmern ermöglichen sollte. Die Torpedos wurden entfernt und durch acht Kleinsprengladungen zu 100 kg und 20 ersetzt. Die Besatzungsstärke stieg um eine Person auf nun drei Mann. Das bisherige Sehrohr wurde durch eine Plexiglaskuppel ersetzt.
Der Umbau von CA 2 war im November 1941 abgeschlossen, und CA 1 folgte im Februar 1942. Die anschließende Erprobung im Iseosee offenbarte zahlreiche Mängel und zeigte auf, dass größere Umbauten notwendig waren. Dennoch wurden zwei weitere Boote in Auftrag gegeben, die später die Bezeichnungen CA 3 und CA 4 erhielten. Sie hatten die gleichen Fahrleistungen und Antriebseigenschaften wie ihre Vorgängerboote, aber die Tauchtiefe konnte durch geringfügig veränderte Hauptabmessungen (Länge: 10,47 m, Breite 1,90 m) auf 70 m erweitert werden.

## Boote der Klasse
| Boot | Bauwerft         | Indienststellung |
| ---- | ---------------- | ---------------- |
| CA 1 | Caproni, Mailand | 15. April 1938   |
| CA 2 | Caproni, Mailand | April 1938       |
| CA 3 | Caproni, Mailand | Januar 1943      |
| CA 4 | Caproni, Mailand | Januar 1943      |

Quelle

## Einsätze
Keines der Boote hatte Feindeinsätze. CA 1, CA 3 und CA 4 kamen nicht über Test- und Abnahmefahrten hinaus. Als der Waffenstillstand von Cassibile am 8. September 1943 verkündet wurde, lagen die drei Boote bei der Xª MAS in La Spezia und wurden versenkt. Sie wurden jedoch später wieder gehoben und instand gesetzt, verblieben aber bis zum Kriegsende auf dem Trockenen. Eines der drei Boote wurde von der deutschen Kriegsmarine zu Studienzwecken ausgeschlachtet, und einzelne Aspekte sollen in die Konzeption des Kleinst-U-Boots Seehund eingeflossen sein.
Lediglich CA 2 war für eine verwegene Operation vorgesehen. Das Boot sollte an Deck des U-Bootes Leonardo da Vinci vor New York gebracht werden, um dort aus eigener Kraft den Hudson River aufwärtszufahren und größtmöglichen Schaden anzurichten. Dafür wurde CA 2 nach Bordeaux verlegt. Die Leonardo da Vinci war jedoch infolge des Atlantikkriegs nicht abkömmlich. Der sich immer weiter verzögernde Einsatz wurde schließlich auf Dezember 1943 terminiert, jedoch vom Waffenstillstand Italiens eingeholt und aufgegeben. CA 2 wurde in Bordeaux unter deutsches Kommando gestellt, jedoch nicht mehr verwendet und beim Abzug der deutschen Truppen 1945 zerstört.